# Игор Цвитановић
Игор Цвитановић (1. новембар 1970) бивши је хрватски фудбалер.

## Каријера
Током каријере играо је за Динамо, Вараждин, Реал Сосиједад и многе друге клубове.

## Репрезентација
За репрезентацију Хрватске дебитовао је 1992. године. За национални тим одиграо је 29 утакмица и постигао 4 гола.

## Статистика
| Хрватска | Хрватска | Хрватска |
| Год.     | Ута.     | Гол.     |
| -------- | -------- | -------- |
| 1992     | 1        | 0        |
| 1993     | 0        | 0        |
| 1994     | 5        | 2        |
| 1995     | 0        | 0        |
| 1996     | 7        | 1        |
| 1997     | 7        | 0        |
| 1998     | 1        | 0        |
| 1999     | 6        | 1        |
| 2000     | 1        | 0        |
| 2001     | 1        | 0        |
| Укупно   | 29       | 4        |